# Oswaldo Market
Oswaldo Market García (Sevilla, 5 de junio de 1927 – Lisboa, 7 de noviembre de 2016) fue un filósofo español y catedrático de Historia de la Filosofía en la Universidad Complutense de Madrid.  
Fue profesor visitante en las universidades alemanas de Würzburg y Mainz, catedrático extraordinario en la Universidad de Lisboa, en la que fue distinguido como doctor honoris causa, y asimismo en las Universidades de Évora y Lusófona de Lisboa. Especialista en la filosofía de Kant y del Idealismo y Romanticismo alemanes, desarrolló a la vez un enfoque filosófico propio centrado en la cuestión de la historicidad y en una ontología de lo humano. Fue miembro de la Academia de las Ciencias de Lisboa, y agraciado como Gran Oficial de la Orden del Infante Don Henrique. 